# Miconia
Miconia là chi thực vật có hoa trong họ Mua.

## Các loài được chọn

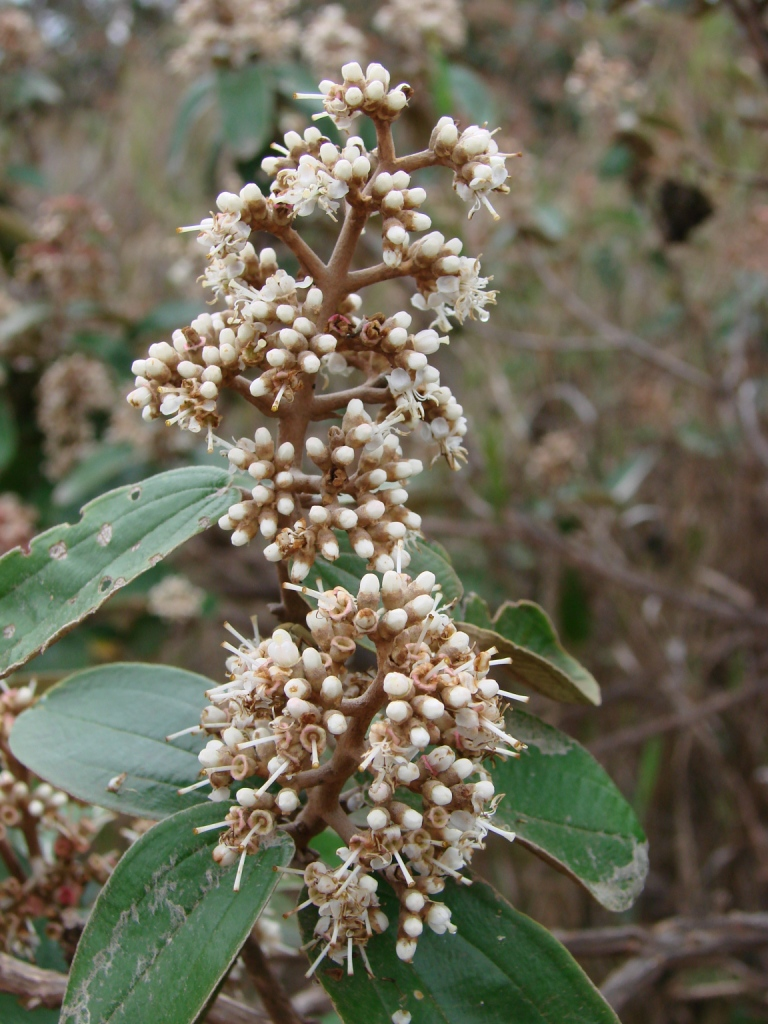
M. albicans

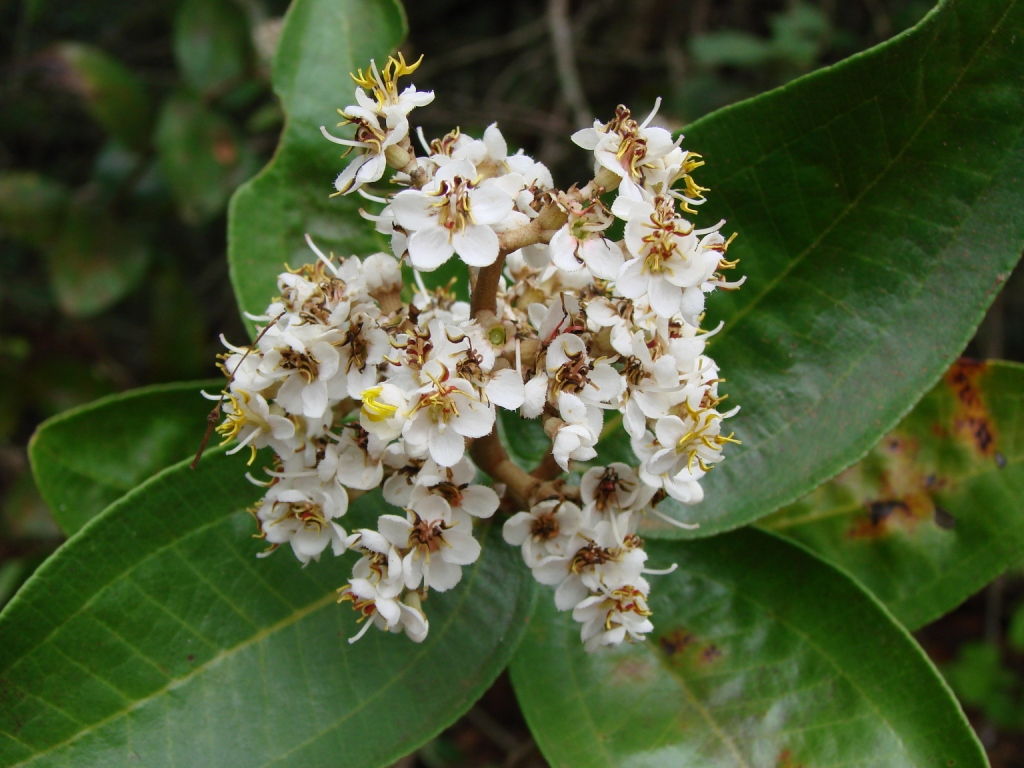
M. fallax

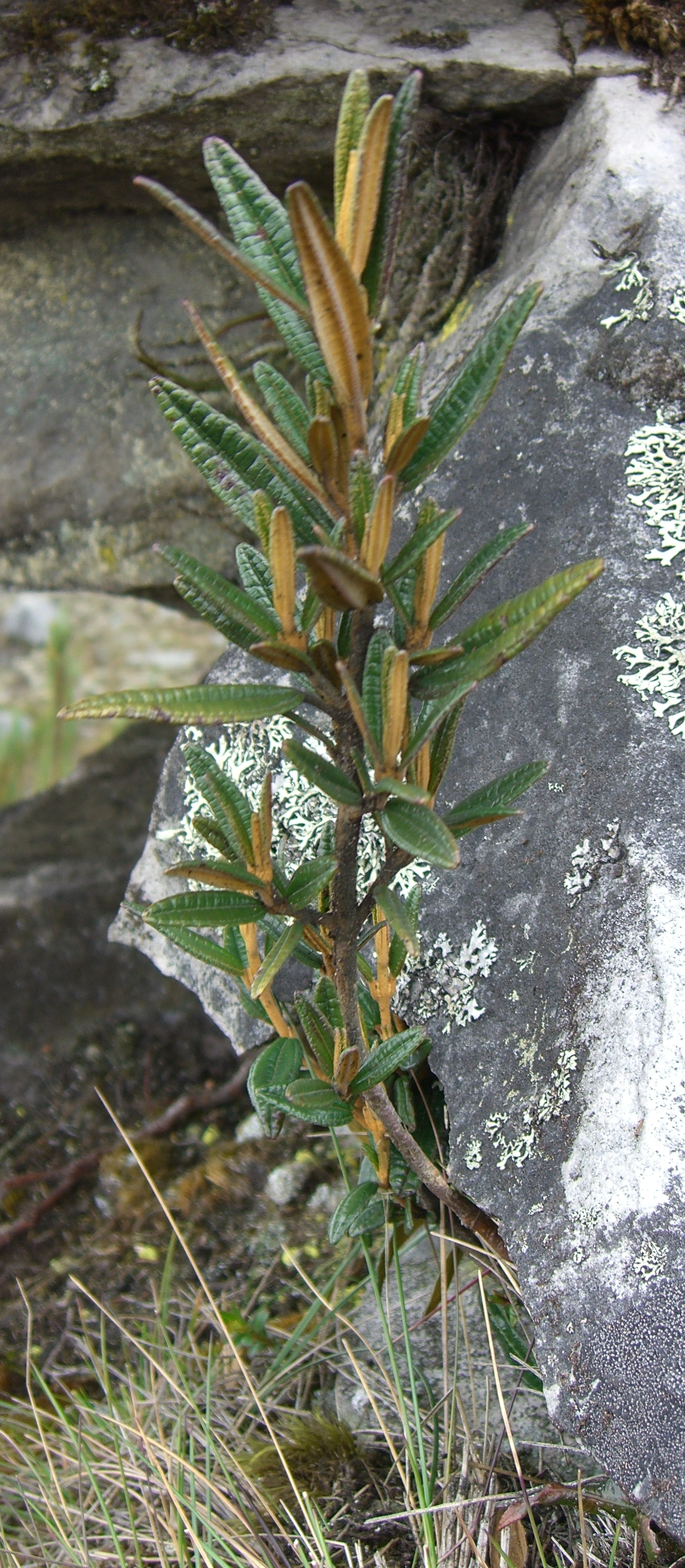
Miconia salicifolia

| - Miconia abbreviata - Miconia aequatorialis - Miconia albicans (Sw.) Triana - Miconia aligera - Miconia alpina - Miconia altissima Cogn. - Miconia argyrea Cogn. - Miconia ascendens - Miconia asplundii - Miconia aspratilis - Miconia augustii Cogn. - Miconia ayacuchensis - Miconia bailloniana - Miconia barbipilis - Miconia barclayana - Miconia beneolens - Miconia benoistii - Miconia bipatrialis - Miconia bolivarensis - Miconia brasiliensis (Spreng.) Triana - Miconia brevistylis - Miconia brevitheca - Miconia brunnea DC. - Miconia budlejoides Triana - Miconia caelata - Miconia caesariata - Miconia cabucu - Miconia cajanumana - Miconia calignosa - Miconia calophylla - Miconia calvescens – Velvet Tree, Bush Currant - Miconia campii - Miconia candolleana Triana - Miconia capitellata - Miconia castillensis - Miconia castrensis - Miconia centrosperma - Miconia ceramicarpa C.V.Martin from French Guiana - Miconia cercophora - Miconia chamissois Naud. - Miconia chartacea Triana - Miconia cinerascens Miq. - Miconia cinnamomifolia (DC.) Naud. - Miconia collayensis - Miconia conformis - Miconia corazonica - Miconia cosangensis - Miconia crebribullata - Miconia cuprea - Miconia cutucuensis - Miconia dapsiliflora - Miconia demissifolia - Miconia depauperata Gardner - Miconia dichroa Cogn. - Miconia dielsii - Miconia dissimulans - Miconia divaricata Gardner - Miconia dodsonii - Miconia doriana Cogn. - Miconia espinosae | - Miconia explicita - Miconia fallax DC. - Miconia fasciculata Gardner - Miconia floccosa - Miconia formosa Cogn. - Miconia fosbergii - Miconia fuliginosa - Miconia gibba - Miconia gilva Cogn. - Miconia glandulistyla - Miconia glazioviana Cogn. - Miconia glyptophylla - Miconia gonioclada - Miconia grayana - Miconia griffisii - Miconia guayaquilensis - Miconia hexamera - Miconia hirsutivena - Miconia holosericea (L.) DC. - Miconia huigrensis - Miconia hylophila - Miconia idiogena - Miconia imitans - Miconia inanis - Miconia innata - Miconia jorgensenii - Miconia jucunda (DC.) Triana - Miconia lachnoclada - Miconia langsdorffii Cogn. - Miconia latecrenata (DC.) Naud. - Miconia laxa - Miconia leandroides - Miconia ledifolia - Miconia ligustroides (DC.) Naud. - Miconia littlei - Miconia longicuspis Cogn. - Miconia longidentata Michelangeli & Meier - Miconia longisetosa - Miconia lugonis - Miconia macbrydeana - Miconia macothyrsa Benth. - Miconia mediocris - Miconia medusa - Miconia minutiflora DC. - Miconia molesta Cogn. - Miconia namandensis - Miconia nasella - Miconia nubicola - Miconia ochroleuca - Miconia octopetala Cogn. - Miconia oellgaardii - Miconia oligantha - Miconia ombrophila - Miconia onaensis - Miconia organensis Gardner - Miconia ovalifolia Cogn. - Miconia pailasana - Miconia paniculata (DC.) Naud. - Miconia papillosa - Miconia pastazana | - Miconia paulensis Naud. - Miconia pausana - Miconia penduliflora Cogn. - Miconia penningtonii - Miconia pepericarpa DC. - Miconia perelegans - Miconia pernettifolia - Miconia phaeochaeta - Miconia pilaloensis - Miconia pisinniflora - Miconia poecilantha - Miconia pohliana Cogn. - Miconia poortmannii - Miconia prasina (Sw.) DC. - Miconia prietoi - Miconia prominens - Miconia protuberans - Miconia pseudo-eichlerii Cogn. - Miconia pseudorigida - Miconia pusilliflora (DC.) Naud. - Miconia rabenii Cogn. - Miconia reburrosa - Miconia renneri - Miconia rimbachii - Miconia rivetii - Miconia rubiginosa (Bonpl.) DC. - Miconia salicifolia (Bonpl. ex Naudin) Naudin (= M. rasmarinifolia) - Miconia santaritensis - Miconia scabra - Miconia scutata - Miconia saldanhaei - Miconia saldanhaei var. grandiflora Cogn. - Miconia sellowiana Naud. - Miconia serrulata (DC.) Naudin - Miconia seticaulis - Miconia setulosa - Miconia silicicola - Miconia sintenisii – Camasey - Miconia sodiroi - Miconia sparrei - Miconia staminea (Desr.) DC. - Miconia stenophylla - Miconia stenostachya DC. - Miconia suborbicularis - Miconia subvernicosa Cogn. - Miconia superba - Miconia tephrodes - Miconia theaezans (Bonpl.) Cogn. - Miconia tomentosa - Miconia tristis Spring - Miconia urophylla DC. - Miconia vesca - Miconia villonacensis - Miconia willdenowii Klotzsch ex Naudin - Miconia zamorensis |

## Hình ảnh

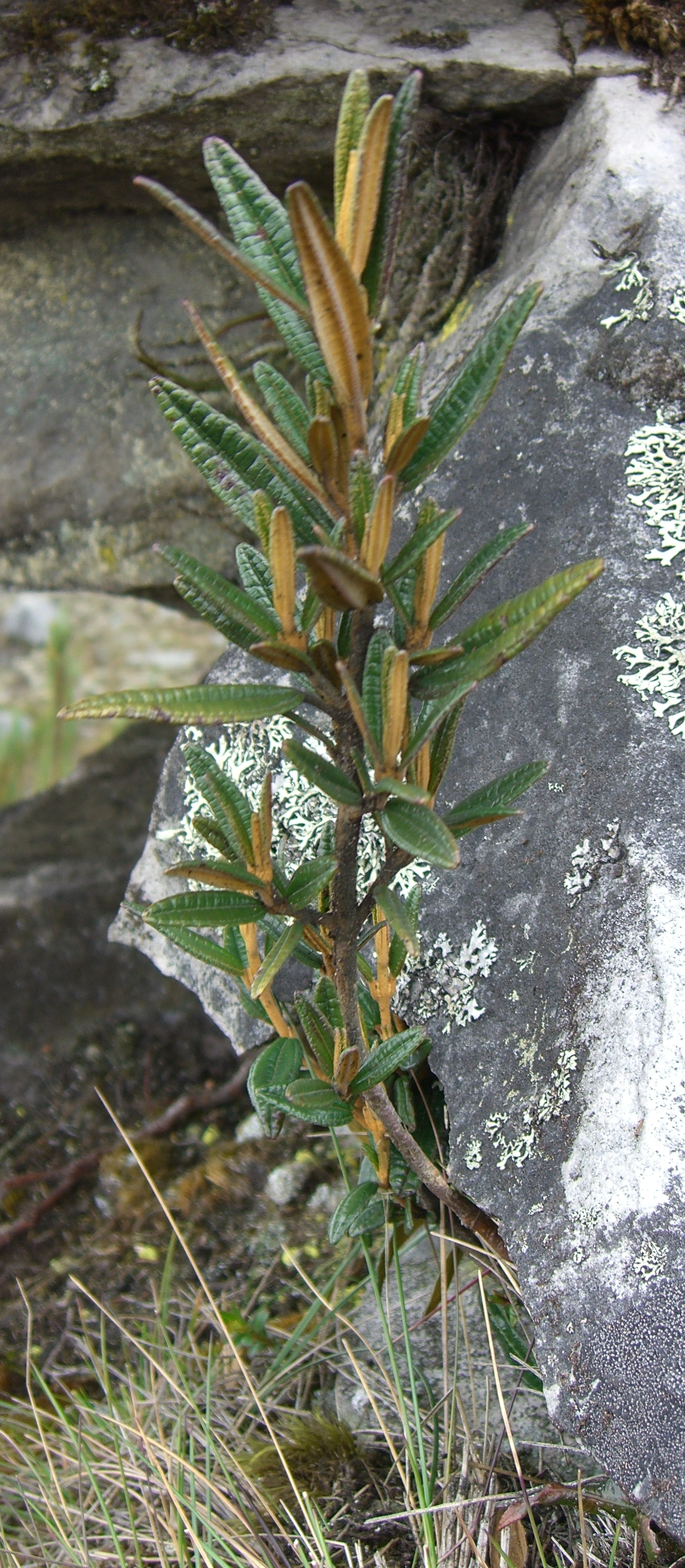
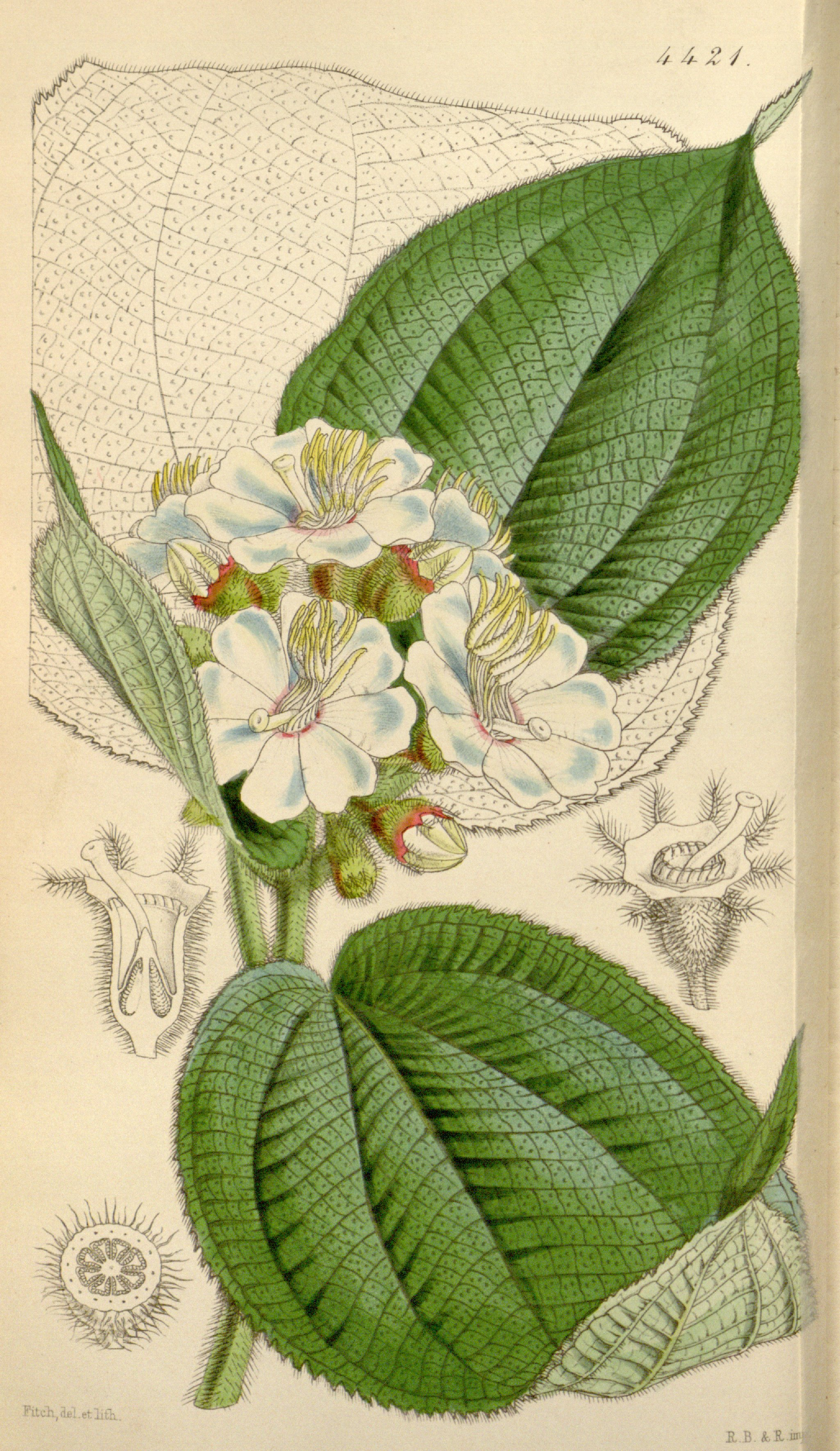
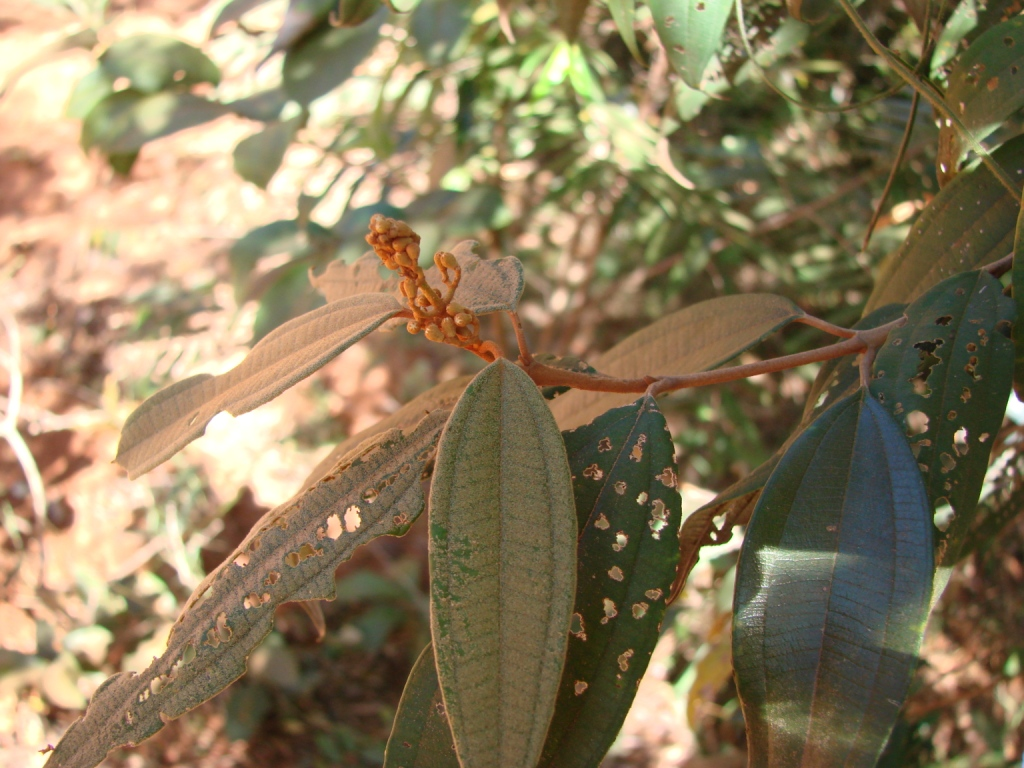